# Abdelhani Kenzi
Abdelhani Kenzi (27 september 1973) is een Algerijns bokser, die uitkomt bij de licht-zwaargewichten (81 kg).
Hij nam tweemaal deel aan de Olympische Spelen, maar behaalde hierbij geen medaille.
Op de Olympische Spelen van Sydney van 2000 verloor Kenzi bij middengewichten in de eerste ronde van de Roemeen Adrian Diaconu. Een jaar later liet hij een eerste keer van zich spreken: op de Afrikaanse kampioenschappen won hij het toernooi bij de middengewichten. Op de Afrikaanse Spelen in 2003 in het Nigeriaanse Abuja behaalde Kenzi een bronzen medaille in de klasse van de halfzwaargewichten.
Op de Olympische Spelen van Athene van 2004 won hij in de eerste ronde bij de halfzwaargewichten van de Zuid-Koreaan Song Hak-Seong. In de tweede ronde verloor hij van de Oezbeek Utkirbek Khaydarov, de latere winnaar van de bronzen medaille.

## Prestaties
| Jaar | Wedstrijd                   | Plaats     | Resultaat | Gewichtsklasse     |
| ---- | --------------------------- | ---------- | --------- | ------------------ |
| 2001 | Afrikaanse kampioenschappen | Port Louis | 1e        | middengewichten    |
| 2003 | Afrikaanse Spelen           | Abuja      | 3e        | halfzwaargewichten |